# ブジャク・オルダ

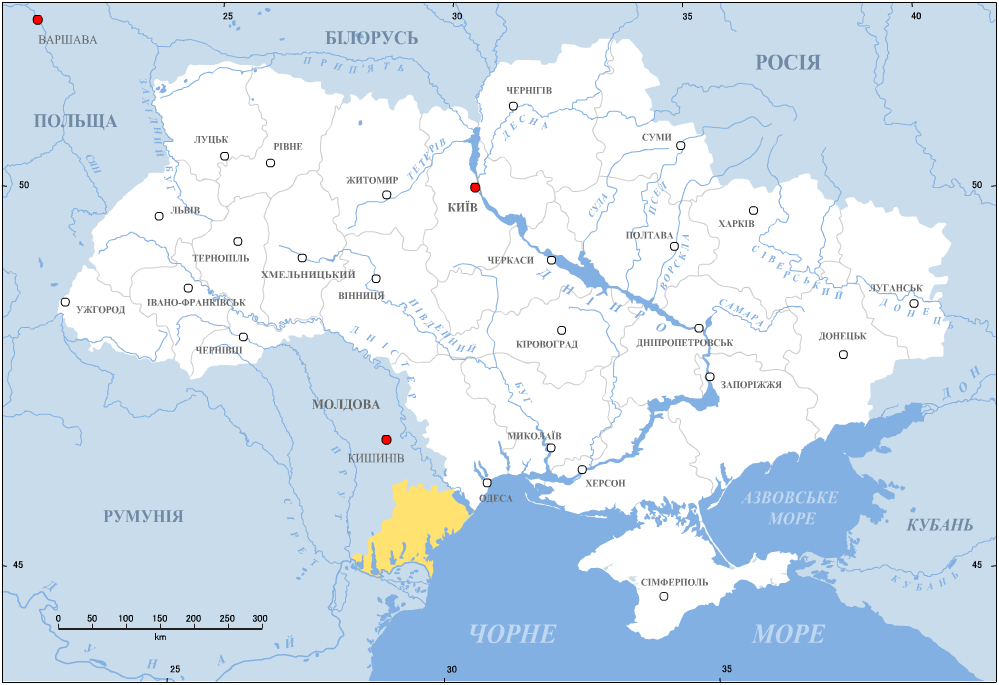
ウクライナにおけるブジャクの位置

ブジャク・オルダまたはビルホロド・オルダは17世紀から18世紀にノガイ・オルダの一部を形成していたオルダ。
ブジャクはクリミア汗国とオスマン帝国のオズのサンジャク(イェディサン)の保護下にあった黒海沿岸に定着した。ブジャクの首都はカウシェニだった。
1620年代に、オルダはポントス草原からブジャク地域の草原へ移動した。ビルホロド・タタール(20,000-30,000)は遊牧民だった。タタール人は略奪と奴隷のために右岸ウクライナとモルダヴィアへ侵入した。1770年にブジャク・オルダはロシア帝国の保護国となり、その後すぐにアゾフ草原への再植民を通じ解散した。そこから、1853年から1856年のクリミア戦争中にオルダの残党がトルコに移住した。
オルダの有名な指導者には、伝えられるところによると、モルダヴィア貴族のカンテミール家を設立したとされるカン・テミール(1637年没)がいる。

## 指導者
- 1603–1637年 カン・テミール
- セラスキエル階級のギレイ家[要出典]